# Горная пестрогрудка
Горная пестрогрудка (лат. Bradypterus seebohmi) — вид воробьиных птиц из семейства сверчковых. Видовое название присвоено в честь Генри Сибома.

## Распространение
Обитают на Мадагаскаре, являясь его эндемиками. Живут в горах в восточной части острова.

## Описание
Длина тела 17 см, вес птицы около 20 г. Очень длинный градуированный коричневатый хвост выглядит хрупким. Голова и верхняя часть тела серо-коричневые. На горле и грудке — коричневые «чешуйки». Радужные оболочки коричневые, ноги телесно-розовые.

## Биология
Питаются почти исключительно мелкими насекомыми.